# Cães Heróis
Cães Heróis é uma série de televisão brasileira do segmento doc-reality, exibida pelo canal Animal Planet do grupo Discovery Networks por toda a América Latina. Com estreia no Brasil em 18 de junho de 2015 e sequencialmente na Argentina, México, Colômbia e demais países, a série acompanha a rotina dos Cães de polícia treinados para salvar vidas e combater o crime na maior cidade brasileira, São Paulo. 
Com 26 episódios de 30 minutos, as histórias seguem as patrulhas diárias do pelotão de choque enquanto mostram a relação de parceria e amizade estabelecida entre os cães e condutores; Soldados, Cabos e Tenentes da Polícia Militar de São Paulo. Dentre as missões acompanhadas estão as operações de resgate a feridos em locais de difícil acesso, abordagem de suspeitos, contenção de tumultos como brigas entre torcidas de futebol, além da identificação de drogas, bombas e armamentos contrabandeados.
Cães Heróis é uma coprodução entre Discovery Networks e Mixer, com direção geral de Rodrigo Astiz, direção de Nikolas Fonseca e produção executiva de Adriana Marques, pela Mixer. Para o Discovery, o projeto foi supervisionado por Gabriela Varallo, Roberto Martha e Michela Giorelli.